# حمود الرحمن
كان رئيس المحكمة العليا (رئيس القضاة) حمود الرحمن (1 نوفمبر 1910-20 ديسمبر 1981)، الحائز على وسام نيشان الامتياز، وهلال الامتياز، محاميًا باكستانيًا بنغاليًا، وأكاديميًا شغل منصب رئيس المحكمة العليا (منصف أعظم باكستان) في باكستان منذ 18 نوفمبر 1968 حتى 31 أكتوبر 1975.
درس الرحمن القانون وتلقى تدريبه كرجل قانون (محامي) في المملكة المتحدة، وترأس لجنة التحقيق في الحرب للتحقيق في أسباب حرب الاستقلال البنغلاديشية التي أدت إلى إنشاء دولة بنغلاديش. عمل الرحمن أيضًا أستاذًا للقانون في كلية جامعة كراتشي، ونائب رئيس جامعة دكا، بينما تابع نشاطه في تعزيز محو الأمية في جميع أنحاء البلاد. احتفظت عائلة الرحمن بالجنسية الباكستانية بعد استقلال بنغلاديش، وعمل ابنهم رئيسًا للمحكمة العليا في إسلام أباد.
ظل رئيس المحكمة العليا حمود الرحمن شخصية ذات مكانة في القضاء الباكستاني، وأُشيد بأمانته وقوميته الباكستانية التي أشار إليها القاضي خليل الرحمن رمدي ذات مرة علنًا أن «لجنته كانت أشرف لجنة حقق فيها رئيس قضاة بنغالي، وذلك على الرغم من كارثة شرق باكستان».

## الحياة المهنية: قاضي المحكمة العليا

### المحكمة العليا الباكستانية
شغل القاضي حمود الرحمن منصب قاضٍ في محكمة دكا العليا منذ عام 1954 حتى عام 1960 عندما عُيِّن في منصب كبير قضاة المحكمة العليا الباكستانية من قبل الرئيس الباكستاني. شغل الرحمن منصب نائب رئيس جامعة دكا منذ 11 مايو 1958 حتى 14 ديسمبر 1960 أثناء عمله أستاذًا زائرًا للقانون في جامعة كراتشي.
شغل الرحمن مناصب مرموقة مختلفة خلال مسيرته المهنية ككبير قضاة المحكمة العليا، وانخرط في تعزيز محو الأمية في جميع أنحاء البلاد. كان عضوًا في محكمة التحكيم الدولية ومقرها لاهاي بهولندا منذ عام 1959 حتى عام 1960. قاد الرحمن، بناءً على طلب من وزارة التعليم، «اللجنة المعنية بمشاكل الطلاب ورعايتهم» كرئيس لها في عام 1964؛ وألّف هناك التقرير وقدّم توصيات دراسة الحالة إلى حكومة باكستان في عام 1966. كان الرحمن عضوًا في «لجنة إصلاح القانون»، التي أجرت دراسات الحالة المختلفة حول إصلاحات الأراضي في باكستان نيابة عن وزارة القانون، في عام 1967، وقُدِّم تقريره في عام 1970 إلى الرئيس الباكستاني.

### رئيس قضاة باكستان
رُشِّح كبير القضاة حمود الرحمن لمنصب رئيس القضاة من قبل رئيس المحكمة المنتهية ولايته ألفين روبرت كورنيليوس في عام 1968. وافق الرئيس محمد أيوب خان على تعيينه رئيسًا للقضاة، وشهدت فترة ولايته استقالة الرئيس أيوب خان الذي دعا يحيى خان لتولي البلاد من خلال تطبيق الأحكام العرفية في عام 1969. استمع إلى الالتماس الذي قدمته أسماء جيلاني ضد استيلاء يحيى خان على السلطة في القضية المعروفة باسم «أسماء جيلاني ضد حكومة بنجاب». أبطلت محكمة حمود الرحمن، بأثر رجعي بعد الاستماع إلى القضية، الأحكام العرفية التي علّقت الدستور، وقضت بشكل خاص بأن تولي يحيى خان للسلطة كان «استيلاء غير قانوني». حكمت المحكمة العليا وأبطلت إداناتها التي دعت إلى المصادقة على الأحكام العرفية في عام 1958.
يميز رئيس المحكمة العليا حمود الرحمن بدقة معنى الأحكام العرفية فيما يتعلق بالسيطرة على الاضطرابات الداخلية وفرض الأحكام العرفية في الأراضي الأجنبية. واجه موقفه ضد أحكام يحيى خان العرفية بقوة، ولكنه تغاضى عن مثل هذه الإجراءات من خلال تطبيق عقيدة الضرورة. دعم الرحمن لجنة الانتخابات الباكستانية في عام 1970 لإجراء الانتخابات العامة التي عُقِدت في عام 1970 في جميع أنحاء البلاد.

### بنغلاديش وحرب 1971
استمر ولاء حمود الرحمن لباكستان أثناء حرب تحرير بنغلاديش والحرب مع الهند في عام 1971؛ ولكنه لم يؤيد استقلال بنغلاديش وظل هادئًا طوال فترة الأحداث. أدى قسم ذو الفقار علي بوتو كرئيس لباكستان في عام 1971 في مبنى المحكمة العليا.

## لجنة التحقيق في الحرب
شكل الرئيس ذو الفقار بوتو في عام 1971 لجنة للتحقيق في الأسباب المسؤولة عن الحرب مع الهند، والتي أدت إلى تحرير شرق باكستان، ولتقديم توصيات ثاقبة لمنع التدخل الأجنبي المسلح في المستقبل. ترأس اللجنة، المعروفة باسم لجنة التحقيق في الحرب (أو المعروفة باسم لجنة حمود الرحمن)، رئيس المحكمة العليا حمود الرحمن، وتألفت من أعضاء مدنيين وعسكريين.
كُلِّف كبير القضاة الرحمن في البداية بالتحقيق في أسباب وتفكك الباكستان، ودور القوات المسلحة الباكستانية في السياسة الوطنية. كشف تقريره عن العديد من جوانب السياسة في القوات المسلحة الباكستانية أثناء حرب شرق باكستان. لم تُرفع السرية عن النتائج لعقود بسبب طبيعتها حتى نشرت الصحف الهندية، والصحف الباكستانية فيما بعد، التفاصيل.

### تقصي الحقائق والتوصيات
أجرت اللجنة بقيادة عبد الرحمن عدة مقابلات مع كبار ضباط الجيش الباكستاني، والبيروقراطيين، والسياسيين، والناشطين، والقوميين البنغاليين منذ عام 1971 حتى عام 1975. كانت الانتقادات الموجهة للحكومة وسوء تصرف السياسيين المدنيين شديدة ومكثفة، ولذلك لم يُنشَر تقرير لجنة حمود الرحمن على الملأ في باكستان، وأُخفيَت جميع معلوماته ووُضِعت علامة على التقرير بأنه «سري للغاية».
يستكشف التقرير عددًا من القضايا مثل الإبادة الجماعية للسكان البنغاليين المدنيين، والجنود البنغاليين، والاغتصاب، والتهريب الشامل، ونهب البنوك في شرق باكستان وحالات السكر في صفوف ضباط الجيش، وحتى قصة إحدى الضباط برتبة نجمة واحدة الذي كان «يستمتع» بالنساء بينما كانت القوات الهندية تقصف قواتهم. أوصى التقرير بسلسلة من المحاكم العرفية والمحاكمات العسكرية ضد كبار الضباط العسكريين، ومن ضمنهم إنعام الحق، الفريق الطيار في القوات الجوية الباكستانية، (وقائد القوات الجوية الشرقية للقوات الجوية الباكستانية)، والفريق محمد شريف (قائد أسطول البحرية الشرقية في القوات البحرية الباكستانية)، والفريق تيكا خان (قائد الجيش الشرقي للجيش الباكستاني)، والجنرالات السابقين مثل أمير خان نيازي وراو فرمان علي.
لم يؤخذ أي إجراء من قبل رئيس الوزراء بوتو أو من الحكومات المتعاقبة، وذلك على الرغم توصية اللجنة بالمحاكم العرفية. أُجريَت مقابلات مع حوالي 300 فرد، وفُحِصت المئات من الإشارات العسكرية السرية للقوات المسلحة (شيفرات موريس)، مع تقديم التقرير الشامل النهائي في 23 أكتوبر 1974 من قبل رئيس المحكمة العليا حمود الرحمن، الذي قدم التقرير إلى أمانة رئيس الوزراء.

### حمود الرحمن عن «الانفصال»
كان على اللجنة التغاضي عن الفشل العسكري في منع تفكك شرق باكستان، ولكن رئيس القضاة الرحمن ذهب إلى أعماق جذور المسألة منذ استقلال باكستان في عام 1947. كان هناك فصل منفصل عن التاريخ السياسي لباكستان مفصَّل للغاية ومكتوب من قبل رئيس المحكمة العليا الرحمن، الذي أبدى نقدًا للدور السياسي لذو الفقار بوتو. أبدى الرحمن انتقادات لبوتو، الذي تورط بدرجة ما في التلاعب بالرئيس يحيى خان لاتخاذ العمل العسكري كحل.
أشار أيضًا إلى أن الرئيس يحيى خان فشل في السعي لتسوية سياسية صادقة مع شرق باكستان. أوصى تقرير كبير القضاة عبد الرحمن حينها أن مسؤولية الكارثة كانت تقع على عاتق أصحاب السلطة في ذلك الوقت.
كتب بوتو، رئيس الوزراء حينها، إلى رئيس لجنة التحقيق في الحرب، كبير القضاة حمود الرحمن، أن اللجنة تجاوزت حدودها، وذلك عندما قُدِّم التقرير إليه. عُيِّنت اللجنة للنظر في «جانب الكارثة» العسكري، وليس جانب الفشل السياسي. نظّم بوتو منشورات اللجنة، وأشار إلى تقريره على أنا «سري للغاية».

### مصير التقرير
قُدِّم التقرير النهائي في عام 1974، ولكن بوتو والرئيس ضياء الحق زعما أن التقرير ضاع ولم يكن موجودًا في أي مكان في الأرشيف الوطني الباكستاني.
كشفت الصحافة الاستقصائية التابعة لصحيفة ذا نيوز إنترناشونال في تسعينيات القرن الماضي أن التقرير حُجِب واحتُجِز سرًّا في مقر الأركان العامة في روالبندي. سربت صحيفة إنديا توداي وداون جزءًا من التقرير بالتساوي في عام 2000؛ ولكن صحيفة إنديا توداي قمعت منشوراتها قصدًا كما لو كان الاستسلام فضيحة خاصة بها.